# Jeremias Benjamin Richter

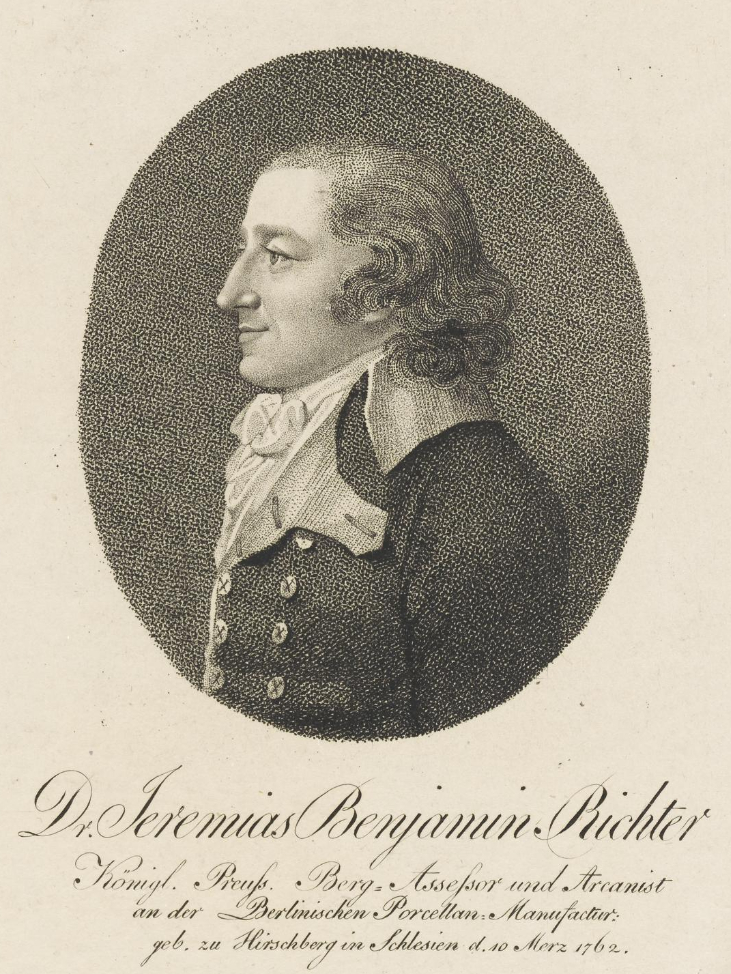
Jeremias Benjamin Richter

Jeremias Benjamin Richter (* 10. März 1762 in Hirschberg, Schlesien; † 4. Mai 1807 in Berlin) war Doktor der Philosophie, Chemiker, Ingenieur, Bergassessor, Mathematiker und Privatgelehrter. Er gilt als Begründer der Stöchiometrie.

## Leben
Richter war Sohn eines Breslauer Kaufmanns. Mit 13 Jahren wurde er von seinem Onkel unterrichtet, der Stadtbaumeister in Breslau war. Als Sechzehnjähriger trat er einem militärischen Ingenieurkorps bei, wurde jedoch nicht befördert, da er seine Dienstpflichten vernachlässigte. Er trat nach sieben Jahren aus und beschäftigte sich mit Wissenschaften und Chemie.
Richter studierte in Königsberg bei Immanuel Kant Philosophie und erwarb 1789 den Doktorgrad in Mathematik und Chemie. 1792 verfasste er sein wichtiges Werk über chemische Stöchiometrie.
Seine literarischen Arbeiten brachten ihm jedoch keine wirtschaftlichen Vorteile. Auch sein Wunsch nach einer Lehrstelle an der Universität scheiterte. Schließlich bekam er eine Tätigkeit im Oberbergamt bei Breslau.
1798 bekam er eine Tätigkeit im Farbenlaboratorium der Königlichen Porzellanmanufaktur.
Seine wissenschaftlichen Arbeiten, die nicht bezahlt wurden, führte er nun in den Morgen- und Abendstunden aus.
In späteren Lebensjahren wurde er von den wissenschaftlichen Gesellschaften zum auswärtigen Mitglied ernannt, so etwa 1796 von der Bayerischen Akademie der Wissenschaften und der Russischen Akademie der Wissenschaften in Sankt Petersburg, deren korrespondierendes Mitglied er seit 1800 war. 1796 wurde er zum korrespondierenden Mitglied der Göttinger Akademie der Wissenschaften gewählt. Der wissenschaftliche Ruhm blieb ihm jedoch zu Lebzeiten versagt.

## Wissenschaftliche Leistungen
Das philosophische und methodologische Vorbild für die Mathematisierung der Chemie nahm sich Richter vom Leibniz-Schüler Christian Wolff und dessen Werk „Anfangsgründe der Algebra“. In diesem Werk Wolffs wird die universalwissenschaftliche Ars-Inveniendi-Methode beschrieben und erklärt, mit deren Hilfe in allen Einzelwissenschaften viele Naturgesetze durch die Algebraisierung mathematischer Modelle schneller und effektiver gefunden werden können.  Die Dissertation Richters aus dem Jahre 1789 mit dem lateinischen Titel DE USU MATHESEOS IN CHEMIA sollte man daher nicht wie bisher mit Über den Nutzen der Mathematik in der Chemie, sondern vielmehr mit Über den Nutzen der MATHEMATISCHEN METHODE in der Chemie  bzw. Über den Nutzen der ARS-INVENIENDI-METHODE Christian Wolffs in der Chemie ins Deutsche übersetzen. Richter  gilt mit dieser philosophisch-theologischen Arbeit als Begründer der Stöchiometrie. Er postulierte 1791/92 das Gesetz der äquivalenten Proportionen, welches noch heute wichtiger Bestandteil der theoretischen Chemie ist. Das Stöchiometriegesetz der äquivalenten Proportionen wurde von Richter im Jahre 1792 in eine Universalkosmologie integriert, die sein ursprüngliches Stöchiometriegesetz in eine mathematische Beziehung zu astronomischen Konstellationen stellte. Richters Stöchiometrie-Experimente sind nach seiner Auffassung nicht reproduzierbar, weil die Gravitationsverhältnisse, z. B. aufgrund der Mond- und Planetenbewegungen, die seiner Meinung nach Einfluss auf das Resultat eines Experimentes haben, variabel sind.
Das Gesetz der äquivalenten Proportionen besagt:
Elemente vereinigen sich stets im Verhältnis bestimmter Verbindungsmassen (Äquivalentmassen) oder ganzzahliger Vielfacher dieser Massen zu chemischen Verbindungen.
Richter leitete sein Gesetz zunächst aus bestimmten Mischungen von zwei Salzen in Wasser ab (Calciumacetat und Kaliumtartrat). Die Lösung blieb neutral, dies war zu damaliger Zeit nicht selbstverständlich. Bei der Mischung trat ein Niederschlag auf (Calciumtartrat). Richter folgerte, dass eine Salzmischung aus A1B1 mit A2B2 kombiniert vier Mischsalze in bestimmten mathematischen Kombinationen bilden kann (A1B1, A1B2, A2B1, A2B2). Aus den Verhältnissen A1/B1 = x, A2/B1 = y usw. können alle einzelnen Salzmischungen entsprechend der Neutralität der resultierenden Lösung errechnet werden.
Noch verständlicher wird der Zusammenhang, wenn Metallhydroxide (z. B. Eisen(II)-hydroxid) mit verdünnter Salzsäure versetzt werden. Die Lösung wird durch die Zugabe der Salzsäure nur dann sauer, wenn sich alles Eisenhydroxid in Eisen(II)-chlorid umgewandelt hat.
Säure konnte man schon damals mit Lackmus nachweisen.
Wenn die Konzentration der Säure bekannt ist und die Einwaage der Metalloxide genau vorgenommen wurde, lässt sich auch das Atomgewicht des Metalls ableiten.
Die Bestimmung der Atommassen über die Hydroxide oder Oxide wurde in späteren Jahren von Jöns Jakob Berzelius zur Atomgewichtsbestimmung von über 40 Elementen angewandt.

„Die Mathematik rechnet alle diejenigen Wissenschaften zu ihrem Gebiete, wo es nur Größen giebt, und eine Wissenschaft liegt folglich mehr oder weniger in dem Kreiße der Meßkunst, je mehr oder weniger Größen zu bestimmen sind. Durch diese Wahrheit wurde ich bey chymischen Versuchen öfters zu der Frage veranlasset, ob und in wie ferne wohl die Chymie ein Theil der angewandten Mathematik sey; besonders wurde sie bey der so gewöhnlichen Erfahrung rege: daß zwey neutrale Salze, wenn sie einander zerlegen, wiederum neutrale Verbindungen machen. Die unmittelbare Folgerung, so ich hieraus zog, konnte keine andre seyn, als daß es bestimmte Größenverhältnisse zwischen den Bestandtheilen der neutralen Salze geben müsse.“

John Dalton kannte nachweislich das wichtige Werk von Richter und konnte die Atomtheorie formulieren. Warum Richter die Verknüpfung der Stöchiometrie zur Atomtheorie übersehen hat, bleibt rätselhaft. Vermutlich glaubte er aus philosophischen Gründen (nach Kant) an einen anderen Aufbau der Materie. Weiteren Kreisen (z. B. Claude Louis Berthollet) bekannt gemacht wurde die Arbeit von Richter durch Ernst Gottfried Fischer in Berlin.

## Werke (Auswahl)
- Über die neuern Gegenstände der Chymie. Breßlau/Hirschberg ab 1791. (Schriftenreihe).
- Anfangsgründe der Stöchyometrie oder Meßkunst chymischer Elemente. Erster, Zweyter und Dritter Theil, Breßlau/Hirschberg 1792–1793.